# Colletes tinctulus
Colletes tinctulus là một loài Hymenoptera trong họ Colletidae. Loài này được Cockerell mô tả khoa học năm 1937.